# VIP (revista portuguesa)
A VIP é uma revista portuguesa semanal de informação dedicada a temas da atualidade. A revista foi lançada a 27 de Julho de 1997 e faz parte do Grupo Impala.